# جين بوستك
جين بوستك (بالإنجليزية: Jenn Bostic)‏ هي مغنية ومغنية مؤلفة وملحنة أمريكية، ولدت في 3 يناير 1986 في فيلادلفيا في الولايات المتحدة.

## وصلات خارجية
- الموقع الرسمي
- جين بوستك على موقع ميوزك برينز (الإنجليزية)
- جين بوستك على موقع أول ميوزيك (الإنجليزية)
- جين بوستك على موقع ديسكوغز (الإنجليزية)